# Hispaniola
Hispaniola (ze španělského La Española („španělská“), v koloniálním období též španělsky Santo Domingo, francouzsky Saint-Domingue či anglicky San Domingo), je druhý největší ostrov v Karibském moři, který spolu s ostrovy Kuba, Portoriko a Jamajka tvoří souostroví Velké Antily. Hispaniola byla první evropskou kolonií v Novém světě, založenou Kryštofem Kolumbem na jeho plavbách v letech 1492 a 1493. Dnes se zde nacházejí dva samostatné státy: Haiti na západě a Dominikánská republika na východě. Tento celý ostrov bývá někdy také nazýván Haiti.

## Historie
V roce 1492 se na ostrově vylodila výprava Kryštofa Kolumba, která zde založila první evropskou kolonii na americkém kontinentě nazvanou Santo Domingo. Původní indiánské obyvatelstvo bylo zotročeno a posléze úplně vyhlazeno. Jako náhradní pracovní síla byli na ostrov dovezeni afričtí otroci. V roce 1667 ovládli západní část ostrova francouzští korzáři.
Pod vlivem Velké francouzské revoluce došlo na území dnešního státu Haiti roku 1791 k haitské revoluci, masivnímu povstání černých otroků, kteří roku 1801 vyhlásili první svobodný černošský stát na západní polokouli. Francouzskému vojsku se sice nejprve podařilo toto povstání vedené Toussaintem Louverturem potlačit, avšak odboj proti napoleonským vojskům pokračoval dál. Jean-Jacques Dessalines kolonizátory vyhranou bitvou u Vertières v roce 1803 definitivně donutil k odchodu. Dne 1. ledna 1804 pak Dessalines prohlásil Haiti první nezávislou černošskou zemí mimo Afriku.

## Geografie
Hispaniola je s rozlohou 76 480 km² druhý největší ostrov v Karibiku, 7. v Americe a 22. největší na světě. Co do lidnatosti (asi 20 milionů obyvatel) je v Americe první a na světě kolem 10. místa.
Ostrov je horizontálně i vertikálně velmi členitý. Prochází jím několik paralelních horských hřebenů (zhruba západovýchodního směru, nejvyšší z nich je Cordillera Central), mezi nimiž jsou hluboká riftová údolí. Nejvyšší bod, Pico Duarte (3 087 m), je zároveň nejvyšší horou celých Antil, a nejnižší bod, hladina jezera Enriquillo, leží 39 m pod úrovní moře – jedná se o nejhlubší proláklinu na jakémkoli ostrově na světě. Klima je tropické a vlhké, s častými hurikány, které zejména na Haiti způsobují kvůli odlesnění velké ztráty na životech. Oblast je také seismicky aktivní, což znamená vysoké riziko zemětřesení.

## Státy

### Dominikánská republikaDominikánská republika
- hlavní město: Santo Domingo
- rozloha: 48 670 km²
- obyvatelstvo: 10 499 707 osob (2020)
- hustota zalidnění: 216 osob/km²
- úřední jazyk: španělština
- měna: dominikánské peso
- administrativní dělení: 31 provincií a federální distrikt
- index lidského rozvoje: 0.745 (2018)
- hrubý domácí produkt: 17 748 int$/obyv./rok (2018)

### HaitiHaiti
- hlavní město: Port-au-Prince
- rozloha: 27 750 km²
- obyvatelstvo: 11 067 777 osob (2020)
- hustota zalidnění: 399 osob/km²
- úřední jazyky: francouzština, haitská kreolština
- měna: haitský gourde
- administrativní dělení: 10 departementů
- index lidského rozvoje: 0.503 (2018)
- hrubý domácí produkt: 1 866 int$/obyv./rok (2018)